# 岡本保真
岡本 保真（おかもと やすざね）は、下野国塩谷郡の戦国末期の武将。塩谷義通流塩谷氏の二代目。

## 生涯
塩谷義通の次男として生まれる。兄義保が、母方の実家である岡本家を継いだため、慶長2年（1597年）頃、塩谷惣十郎と名乗り、父義通の塩谷家の家督を継ぐ。この年、保真は、祖父の正親と兄とともに上洛し、豊臣秀吉に謁見している。保真は武勇に優れ、特に小太刀の名人として知られており、大坂の陣では、兄とともに徳川方として出陣し、兄と合わせて31の首を挙げる活躍を見せている。
保真は、約1000石の旗本として幕府に仕えるが、寛永21年（1644年）3月10日、甥の岡本義政の謀略により殺害される（泉騒動）。この時、義政の弟万吉と保真の養子縁組の話が決まっていたが、この際、岡本本家から保真に1000石が分知される約束になっており、財政的に苦しかった義政がこれを嫌ったために起きた事件であった。
この事件をきっかけに岡本家は改易されたが、保真の三男保正は、桜田御殿（徳川家宣を出す甲府徳川家）に仕えて、のちに30俵扶持の幕臣となった。子孫に九州豊後日田の天領代官塩谷正義がいる。

## 曲渕薬師
保真については、次のような伝承がある。文禄4年（1595年）頃、保真は眼病を患っており、医師に見せても直らなかったという。しかし、祖父である正親の居城であった泉城のそばに流れていた内川にあった曲渕（まがりふち）という深い渕に、ある夜、保真の夢枕に老僧が現れ、保真が信仰していた薬師如来が出現するとのお告げがあり、曲渕で仏像を見つけ、薬師堂を立てて毎日信心したら、眼病が治ったという。この薬師堂は、太平洋戦争の頃まで残っていたが、老朽化により現在は壊されているが、保真は、のちに自身が開基となり、曲渕山瑞雲院という寺を曲渕のそばに建立し、曲渕薬師は、この寺に現在も安置されている。
なお、この瑞雲院の創建については、一説にはこの文禄4年（1595年）とされているが、これはありえない。瑞雲院の開山は、岡本家の菩提寺である鏡山寺の二代目住職である照嶺呑鏡だが、鏡山寺の開山が慶長2年（1597年）だが、瑞雲院は、その鏡山寺の末寺として開山しており、これは時系列的に矛盾する。矢板市史でも、年表の文禄4年の項に「瑞雲院建つというも曲渕薬師堂建立か」と記しており、薬師堂建立と瑞雲院の創建が混同されていることを示唆している。
瑞雲院の建立は、鏡山寺が建立された慶長2年（1597年）以降、開山の照嶺呑鏡が没した慶長9年（1604年）3月27日以前の事と考えられているが、当寺は、保真が継いだ塩谷家の菩提寺として、元は父義通の隠居屋敷のあった場所に建立されているため、父義通が没した慶長3年（1598年）11月1日の一周忌前後の頃が最も有力とされている。

## 参考資料
- 矢板市史編集委員会編 『矢板市史』
- 矢板市文化財愛護協会 『やいたの伝説 後編』
- 『堀江記、岡本記』（矢板市郷土文化研究会）